# Mompha terminella
Mompha terminella é uma espécie de mariposa do gênero Mompha pertencente à família Coleophoridae.